# Verdrijvingsedict

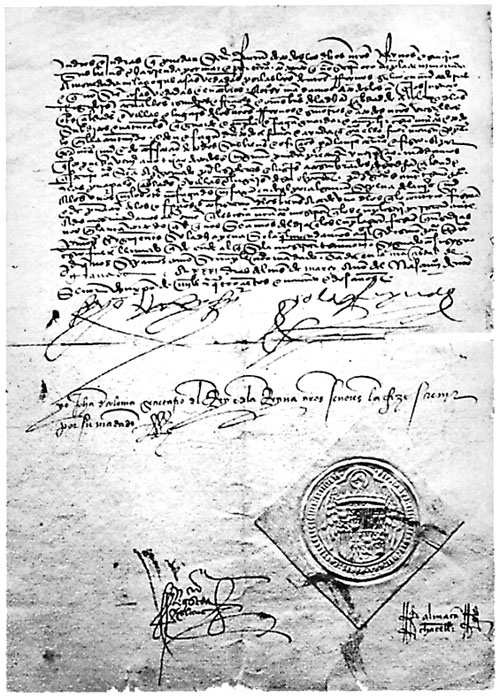
Ondertekend exemplaar van het Edict

Met het Edict tot verdrijving van de joden, uitgevaardigd op 31 maart 1492 in het Alhambra te Granada, dwong het katholieke koningspaar Ferdinand II van Aragón en Isabella I van Castilië de joden (Sefardim) hun landen te verlaten, dan wel zich tot het christendom te bekeren. In de volgende jaren kreeg de maatregel navolging in andere delen van het Iberisch Schiereiland en werden in totaal mogelijk tweehonderdduizend Joden erdoor getroffen. Vanaf dan werd de joodse godsdienst niet meer beoefend in Iberië, althans openlijk. In 1609 ondergingen de Moriscos hetzelfde lot.

## Totstandkoming
In Europa waren verdrijvingsedicten een staande praktijk: Engeland had het gedaan in 1290, Frankrijk in 1182, 1306 en 1394, Hongarije in 1349 en 1360, Oostenrijk in 1420-1421, enz. Maar de operatie die in Castilië en Aragón werd voorbereid, was van een ongeziene omvang.
De edicten voor Castilië en Aragón – want formeel waren het twee teksten, zij het gelijkluidend – stelden dat ondanks pogingen de interactie tussen joden en christenen te beperken, de eersten doorgegaan waren christenen te verleiden tot afvalligheid van het katholieke geloof. Dit werd als reden genoemd om alle joden van alle leeftijden, van alle sociale standen, burgers van de koninkrijken of niet, aan te zeggen dat zij voor het eind van juli 1492 alle gebieden in bezit van de vorsten voor altijd moesten verlaten. Christenen die hen hulp zouden verlenen langer te blijven konden op straf rekenen. Gaven de joden geen gehoor aan dit bevel, dan wachtte hen een doodvonnis.
Onderdeel van het edict was dat vertrekkende Joden geen goud of zilver mochten meenemen uit het land, zodat ze zich gedwongen zagen die in te ruilen voor minderwaardige goederen. Bovendien konden ze ook voor hun andere bezittingen geen goede prijs krijgen. Er is beweerd dat de maatregel bedoeld was om de lege schatkist te vullen, maar daarvoor waren de negatieve fiscale effecten te groot, wat het koningspaar ook besefte.

## Uitvoering
Exacte cijfers zijn er niet, maar de Joodse populatie ten tijde van het Verdrijvingsedict viel te schatten op 100.000 in Castilië en 15.000 in Aragón. Hogere ramingen komen op tussen de 150.000 en 250.000 Spaanse Joden. Door het decreet kwamen zij die niet wilden vertrekken voor de keuze "doop of dood" te staan. Hoeveel van hen voor bekering kozen, is onmogelijk te zeggen. De ballingen trokken vooral naar Portugal, Navarra, Noord-Afrika en Italië. Sommigen weken uit naar het Ottomaanse Rijk en Palestina.
In Portugal bood koning Johan II de Joden uit Spanje tijdelijk opvang in vluchtelingenkampen, mits betaling van een taks. Minstens 30.000 Castiliaanse Joden kwamen het land binnen, maar de sterfte in de kampen lag hoog en ze moesten het volgende jaar vertrekken. Slechts 600 gezinnen mochten zich vestigen. De meesten trokken verder tegen de vooropgestelde datum, de overigen (enkele duizenden) werden tot slaaf gemaakt.
Ferdinand en Isabella beseften dat ze zich economisch pijn hadden gedaan met hun drastische maatregel en ze wilden niet het risico lopen dat het voor niets zou zijn geweest. Tot elke prijs wilden ze vermijden dat de wankele bekering van de conversos ondermijnd zou worden door contact met openlijke Joden. Al hun macht wendden ze aan om die laatste groep weg te krijgen uit heel Iberië, ook waar ze niet heersten. Onder hun druk beval de nieuwe koning Manuel I van Portugal op 4 december 1496 de verdrijving van de Portugese Joden, tenzij ze zich bekeerden. Dat laatste was zijn eigenlijke doel, want hij wilde geen 30.000 ondernemende onderdanen verliezen. Maar omdat weinig "spontane" bekeringen te verwachten waren, dreef hij de dwang verder op door alle Joodse kinderen bij hun ouders weg te nemen en als christenen te doen opvoeden. Dit had het gewenste effect en de meesten lieten zich dopen, al had de koning weinig illusies over hun oprechtheid. Hij beloofde de eerste twintig jaar geen onderzoek te doen naar hun geloof en hoopte voor de rest dat de tijd zijn werk zou doen. 
In Navarra was de situatie niet heel anders. Het koningspaar Johan III en Catharina van Navarra ving in eerste instantie 1800 Joodse ballingen op, maar begin 1498 vaardigden ze een verdrijvingsedict uit tegen de circa 3550 Joden in hun land. Toen de meesten bekering aanvaardden, kwam een einde aan de aanwezigheid van praktizerende Joden op het Iberisch Schiereiland. 
Het jodendom zelf bleef clandestien leven onder sommigen die zich hadden laten dopen, conversos genaamd. De hele groep bleef met grote argwaan bekeken worden en stond bloot aan vervolging door de Inquisitie als zij ervan verdacht werden in het geheim toch aan het geloof van hun vaderen vast te houden. De conversos werden vaak aan allerlei rituelen onderworpen, bijvoorbeeld door hen te verplichten in het openbaar varkensvlees te nuttigen. Wie betrapt werd op joodse overtuigingen, wachtte de brandstapel.

## Opheffing en terugkeer
Hoewel de handhaving van het Verdrijvingsedict in de loop der eeuwen afzwakte, bleef de Spaanse houding tegenover de Joden erg negatief. De grondwet van 1869 kende vrijheid van godsdienst toe, maar in 1873 werd dit alweer sterk teruggeschroefd. In die periode – en met name vanaf de enthousiast begroete inname van Tétouan door Leopoldo O'Donnell in 1860 – begon in Spanje nochtans het besef te groeien dat veel Sefardische Joden een Spaanse cultuur hadden behouden. Het Ladino en Haketia bonden hun gemeenschappen bijeen.
Onder de dictatuur van Miguel Primo de Rivera gaf een koninklijk decreet van 20 december 1924 de mogelijkheid aan de Sefardische diaspora om de Spaanse nationaliteit te bekomen. Aanleiding was een verslechtering van hun positie binnen het Ottomaanse Rijk. De aanvragen konden gebeuren tot en met 1930 en dienden te beantwoorden aan strikte voorwaarden. Behalve een groep uit vooral Thessaloniki waren er weinig mensen die van de maatregel gebruik maakten, maar symbolisch was de erkenning van een band tussen Spanje en de Judeo-Spanjaarden niet te onderschatten.
Onder het franquistische regime was er in 1940 een bescheiden poging om Sefardim te repatriëren uit gebieden beheerst door de Asmogendheden, voor zover ze tenminste het regime genegen waren. Consulaire bescherming en meerdere duizenden reisdocumenten werden verstrekt onder verwijzing naar het decreet van 1924, maar uiteindelijk liepen de onderhandelingen in 1942 spaak. 
Nadat het Tweede Vaticaans Concilie met Nostra Ætate onder katholieken een beter klimaat ten aanzien van joden had geschapen, werd in Spanje de wet van 1967 op de godsdienstvrijheid afgekondigd. Tegelijk zorgde de Arabische nederlaag in de Zesdaagse Oorlog ervoor dat de Sefardische gemeenschappen in Marokko begonnen te emigreren, een fenomeen dat al van in de jaren '50 merkbaar was. Op 16 december 1968 werd in Madrid de synagoge Beth Yaacov geopend en op 21 december 1969 werd het Verdrijvingsdecreet formeel opgeheven.
Een volgende stap was de vijfhonderdste verjaardag van het Verdrijvingsedict, die onder de naam Sefarad 92 werd aangegrepen om verzoening te bewerkstelligen. Hoogtepunt was de plechtigheid in de synagoge van Madrid op 31 maart 1992, waar koning Juan Carlos van Spanje en president Chaim Herzog van Israël samen baden. Zonder het edict te noemen of expliciet spijt te betuigen, drukte Juan Carlos de wens uit dat haat en intolerantie nooit meer tot verdrijving en ballingschap zouden leiden.
Tijdens de tiende legislatuur werd onder de conservatieve regering-Rajoy I op 24 juni 2015 een wet aangenomen die Sefardische Joden het recht op de Spaanse nationaliteit gaf. Bij het indienen van het wetsontwerp erkende minister Ruiz-Gallardón dat de verdrijving een "historische fout" was. Naast verzoening en reparatie was het initiatief wellicht ook ingegeven door de wens ondernemers, investeringen en toeristen aan te trekken. Aanvragers hoefden niet langer twee jaar in Spanje te wonen, noch hun bestaande nationaliteit op te geven, maar moesten wel een beroep doen op een notaris en affiniteit aantonen met de Spaanse taal en cultuur. Bij het verstrijken van de aanvraagtermijn op 1 oktober 2019 hadden zich 153.767 personen gemeld, voornamelijk uit Latijns-Amerika, maar ook 5400 uit de Verenigde Staten en 4900 uit Israël.
Vlak vóór de Spaanse wet heeft Portugal een gelijkaardige naturalisatiemaatregel aangenomen, met lichtere voorwaarden en zonder einddatum.